# HD 85953
HD 85953，又名CD-50 4622，SAO 237464、HR 3924，是一颗恒星，视星等为5.93，位于銀經276.87，銀緯2.51，其B1900.0坐标为赤經9h 50m 10s，赤緯-50° 2.51′ 28″。